# Cheongcheon-myeon
Cheongcheon-myeon (koreanska: 청천면) är en socken i kommunen Goesan-gun i provinsen Norra Chungcheong i den centrala delen av
Sydkorea, 120 km sydost om huvudstaden Seoul.